# Remko Pasveer
Remko Jurian Pasveer (Enschede, 8 novembre 1983) è un calciatore olandese, portiere dell'Ajax.

## Carriera

### Club
Remko, portiere come suo padre Eddie e sua figlia Bente,
ha ricoperto il ruolo di terzo portiere al Twente dal 2000 al 2006, alla fine di quell'anno ha fatto parte della nazionale olandese vincitrice degli Europei under 21 2006 in Portogallo. Successivamente firma un biennale con l'Heracles Almelo dove gioca una sola partita. Dopo una parentesi di due anni da titolare in seconda serie al Go Ahead Eagles firma un contratto quadriennale con il PSV, rimane con i biancorossi per ben undici stagioni, alternando stagioni come secondo o terzo portiere, in totale gioca soltanto 14 partite. In scadenza di contratto in estate, il 23 aprile 2021 firma un contratto biennale con l'Ajax per ricoprire il ruolo di terzo portiere. A causa della squalifica di André Onana e dell'infortunio di Maarten Stekelenburg si ritrova titolare della squadra della capitale dal mese di dicembre. La stagione si rivela di grandissimo livello per il portiere, riuscendo a subire soltanto 4 reti in 20 partite, a parare 4 rigori su 4 e ad ottenere il premio come Miglior portiere dell'Eredivisie, contribuendo alla vittoria del campionato.

### Nazionale
Il 22 settembre 2022, all'età di 38 anni e 10 mesi, ha esordito nella nazionale maggiore nel successo per 2-0 contro la Polonia.

## Statistiche

### Presenze e reti nei club
Statistiche aggiornate al 18 maggio 2025.
| Stagione               | Squadra                | Campionato             | Campionato | Campionato | Coppe nazionali | Coppe nazionali | Coppe nazionali | Coppe continentali | Coppe continentali | Coppe continentali | Altre coppe | Altre coppe | Altre coppe | Totale | Totale |
| Stagione               | Squadra                | Comp                   | Pres       | Reti       | Comp            | Pres            | Reti            | Comp               | Pres               | Reti               | Comp        | Pres        | Reti        | Pres   | Reti   |
| ---------------------- | ---------------------- | ---------------------- | ---------- | ---------- | --------------- | --------------- | --------------- | ------------------ | ------------------ | ------------------ | ----------- | ----------- | ----------- | ------ | ------ |
| 2003-2004              | Twente                 | ED                     | 4          | -4         | CO              | 0               | 0               | -                  | -                  | -                  | -           | -           | -           | 4      | -4     |
| 2004-2005              | Twente                 | ED                     | 2          | -1         | CO              | 0               | 0               | -                  | -                  | -                  | -           | -           | -           | 2      | -1     |
| 2005-2006              | Twente                 | ED                     | 8          | -11        | CO              | 0               | 0               | -                  | -                  | -                  | -           | -           | -           | 8      | -11    |
| Totale Twente          | Totale Twente          | Totale Twente          | 14         | -16        |                 | 0               | 0               |                    | -                  | -                  |             | -           | -           | 14     | -16    |
| 2006-2007              | Heracles Almelo        | ED                     | 0          | 0          | CO              | 0               | 0               | -                  | -                  | -                  | -           | -           | -           | 0      | 0      |
| 2007-2008              | Heracles Almelo        | ED                     | 0          | 0          | CO              | 0               | 0               | -                  | -                  | -                  | -           | -           | -           | 0      | 0      |
| 2008-2009              | Go Ahead Eagles        | EED                    | 38         | -41        | CO              | 1               | -1              | -                  | -                  | -                  | -           | -           | -           | 39     | -42    |
| 2009-2010              | Go Ahead Eagles        | EED                    | 36+4       | -30 + -4   | CO              | 5               | -10             | -                  | -                  | -                  | -           | -           | -           | 45     | -44    |
| Totale Go Ahead Eagles | Totale Go Ahead Eagles | Totale Go Ahead Eagles | 74+4       | -71 + -4   |                 | 6               | -11             |                    | -                  | -                  |             | -           | -           | 84     | -86    |
| 2010-2011              | Heracles Almelo        | ED                     | 34+2       | -56 + -4   | CO              | 2               | -5              | -                  | -                  | -                  | -           | -           | -           | 38     | -65    |
| 2011-2012              | Heracles Almelo        | ED                     | 34         | -61        | CO              | 5               | -3              | -                  | -                  | -                  | -           | -           | -           | 39     | -64    |
| 2012-2013              | Heracles Almelo        | ED                     | 33         | -67        | CO              | 4               | -4              | -                  | -                  | -                  | -           | -           | -           | 37     | -71    |
| 2013-2014              | Heracles Almelo        | ED                     | 33         | -56        | CO              | 3               | -3              | -                  | -                  | -                  | -           | -           | -           | 36     | -59    |
| Totale Heracles Almelo | Totale Heracles Almelo | Totale Heracles Almelo | 134+2      | -240 + -4  |                 | 14              | -15             |                    | -                  | -                  |             | -           | -           | 150    | -259   |
| 2014-2015              | Jong PSV               | EED                    | 4          | -6         | -               | -               | -               | -                  | -                  | -                  | -           | -           | -           | 4      | -6     |
| 2015-2016              | Jong PSV               | EED                    | 5          | -7         | -               | -               | -               | -                  | -                  | -                  | -           | -           | -           | 5      | -7     |
| 2016-2017              | Jong PSV               | EED                    | 5          | -7         | -               | -               | -               | -                  | -                  | -                  | -           | -           | -           | 5      | -7     |
| Totale Jong PSV        | Totale Jong PSV        | Totale Jong PSV        | 14         | -20        |                 | 14              | -15             |                    | -                  | -                  |             | -           | -           | 14     | -20    |
| 2014-2015              | PSV                    | ED                     | 2          | -2         | CO              | 3               | -4              | UEL                | 3                  | -2                 | -           | -           | -           | 8      | -8     |
| 2015-2016              | PSV                    | ED                     | 0          | 0          | CO              | 4               | -6              | UCL                | 0                  | 0                  | SO          | 0           | 0           | 4      | -6     |
| 2016-2017              | PSV                    | ED                     | 3          | -1         | CO              | 2               | -3              | UCL                | 1                  | -2                 | SO          | 0           | 0           | 6      | -6     |
| Totale PSV             | Totale PSV             | Totale PSV             | 5          | -3         |                 | 9               | -13             |                    | 4                  | -4                 |             | 0           | 0           | 18     | -20    |
| 2017-2018              | Vitesse                | ED                     | 26         | -33        | CO              | 1               | 0               | UEL                | 6                  | -10                | SO          | 1           | -1          | 34     | -44    |
| 2018-2019              | Vitesse                | ED                     | 7+4        | -12 + -6   | CO              | 1               | -1              | -                  | -                  | -                  | -           | -           | -           | 12     | -19    |
| 2019-2020              | Vitesse                | ED                     | 26         | -35        | CO              | 2               | -3              | -                  | -                  | -                  | -           | -           | -           | 28     | -38    |
| 2020-2021              | Vitesse                | ED                     | 33         | -37        | CO              | 5               | -3              | -                  | -                  | -                  | -           | -           | -           | 38     | -40    |
| Totale Vitesse         | Totale Vitesse         | Totale Vitesse         | 92+4       | -117 + -6  |                 | 9               | -7              |                    | 6                  | -10                |             | 1           | -1          | 112    | -141   |
| 2021-2022              | Ajax                   | ED                     | 20         | -4         | CO              | 1               | 0               | UCL                | 6                  | -6                 | SO          | 1           | -4          | 28     | -14    |
| 2022-2023              | Ajax                   | ED                     | 15         | -18        | CO              | 1               | 0               | UCL                | 6                  | -16                | SO          | 0           | 0           | 22     | -34    |
| 2023-2024              | Ajax                   | ED                     | 0          | 0          | CO              | 0               | 0               | UEL + UECL         | 0 + 0              | 0 + 0              |             | -           | -           | 0      | 0      |
| 2024-2025              | Ajax                   | ED                     | 24         | -20        | CO              | 2               | -2              | UEL                | 17                 | -15                |             | -           | -           | 43     | -37    |
| Totale Ajax            | Totale Ajax            | Totale Ajax            | 59         | -42        |                 | 4               | -2              |                    | 29                 | -37                |             | 1           | -4          | 93     | -85    |
| Totale carriera        | Totale carriera        | Totale carriera        | 402        | -523       |                 | 42              | -48             |                    | 39                 | -51                |             | 2           | -5          | 484    | -627   |

### Cronologia presenze e reti in nazionale
| Cronologia completa delle presenze e delle reti in nazionale ― Paesi Bassi | Cronologia completa delle presenze e delle reti in nazionale ― Paesi Bassi | Cronologia completa delle presenze e delle reti in nazionale ― Paesi Bassi | Cronologia completa delle presenze e delle reti in nazionale ― Paesi Bassi | Cronologia completa delle presenze e delle reti in nazionale ― Paesi Bassi | Cronologia completa delle presenze e delle reti in nazionale ― Paesi Bassi | Cronologia completa delle presenze e delle reti in nazionale ― Paesi Bassi | Cronologia completa delle presenze e delle reti in nazionale ― Paesi Bassi |
| Data                                                                       | Città                                                                      | In casa                                                                    | Risultato                                                                  | Ospiti                                                                     | Competizione                                                               | Reti                                                                       | Note                                                                       |
| -------------------------------------------------------------------------- | -------------------------------------------------------------------------- | -------------------------------------------------------------------------- | -------------------------------------------------------------------------- | -------------------------------------------------------------------------- | -------------------------------------------------------------------------- | -------------------------------------------------------------------------- | -------------------------------------------------------------------------- |
| 22-9-2022                                                                  | Varsavia                                                                   | Polonia                                                                    | 0 – 2                                                                      | Paesi Bassi                                                                | UEFA Nations League 2022-2023 - 1º turno                                   | -                                                                          |                                                                            |
| 25-9-2022                                                                  | Amsterdam                                                                  | Paesi Bassi                                                                | 1 – 0                                                                      | Belgio                                                                     | UEFA Nations League 2022-2023 - 1º turno                                   | -                                                                          |                                                                            |
| Totale                                                                     |                                                                            | Presenze                                                                   | 2                                                                          |                                                                            | Reti                                                                       | 0                                                                          |                                                                            |

## Palmarès

### Club
- Campionato olandese: 3

PSV Eindhoven: 2014-2015, 2015-2016
Ajax: 2021-2022
- Supercoppa dei Paesi Bassi: 1

PSV Eindhoven: 2016

### Nazionale
- Campionato d'Europa Under-21: 1

2006